# 村地弘美
村地 弘美（むらち ひろみ、1959年9月23日 - ）は、日本の元アイドル・元女優。東京都練馬区出身。身長157cm（1975年1月、15歳時）。

## 経歴・人物
13歳の時、劇団若草入団。文京学院大学女子中学校在学中、龍角散トローチのCMにセーラー服の清楚な少女役で出演。憧れの彼女に話しかけられない少年のモノローグ「××と日記には書いておこう」が流行語となり、彼女は特に大学生のあいだで妹にしたいタレントと人気を博す。愛らしいルックスとロングヘアーで1970年代に人気を博し、アイドルの活動の他に女優として、現代劇・時代劇の両方に出演していた。
1981年、堀越高等学校時代の同級生だった棋士・小林覚と結婚し、芸能界の一線から退く。
一般社団法人映像コンテンツ権利処理機構においては不明権利者とされている。

## 出演

### テレビドラマ
- アンラコロの歌　（1972年、TBS）
- 魔人ハンター ミツルギ  （1973年、CX） - 濃姫
- 恋ちりめん（1973年、NTV）
- 江戸を斬る 梓右近隠密帳 第13話「巷談八百屋お七」（1973年、TBS / C.A.L）　- 八百屋お七
- ねぎぼうずの唄（1974年、NET）
- 水もれ甲介（1974年、NTV） - 三ツ森朝美
- 水戸黄門（TBS / C.A.L）
  - 第5部 第25話「黄門爆殺計画 -長崎-」、第26話「福江城の対決 -五島-」（1974年9月23日・30日）- 玉蘭公主
  - 第7部 第1話～第10話、第34話（1976年 - 1977年） - お春
- 同心部屋御用帳 江戸の旋風シリーズ（CX / 東宝）
  - 第1シリーズ - お清 ※セミレギュラー
  - 第3シリーズ 第48話「左内の夢は飛んでった」（1978年） - おかよ
- 夜明けの刑事 第32話「学校の先生の秘密!!」（1975年、TBS / 大映テレビ）　- 矢嶋陽子
- Gメン'75 第79話「24749の遺体」（1976年、TBS / 東映） - 望月きよ
- 太陽にほえろ!（NTV / 東宝）
  - 第223話「あせり」（1976年） - 池田ひろみ
  - 第258話「愛の追憶」（1977年） - 三好京子
- 大江戸捜査網 （12ch / 三船プロ）
  - 第271話「銃声は少年の叫び」（1976年） - さよ
  - 第421話「人質救出 甦る父娘の絆」（1980年）
- 銭形平次 （CX / 東映）
  - 第550話「かんざし変化」（1976年） - 捨吉
  - 第712話「娘金貸し繁盛記」（1980年） - お駒
  - 第729話「小町娘と鬼の親」（1980年） - お藤
- 少年ドラマシリーズ / 赤い月（1977年、NHK） - 井出加奈江
- 江戸を斬るIII 第20話「悪徳検校」（1977年、TBS / C.A.L） - お美津
- 光る崖（1977年、TBS） - 豊松祥子
- 火曜劇場 / 幸福のとき（1977年、NTV）- 千恵
- 必殺シリーズ（ABC / 松竹）
  - 新・必殺仕置人 第39話「流行無用」（1977年） - おくみ
  - 必殺仕事人 第19話「仕事人が女に惚れて何故悪い?」（1979年） - お加代
- 破れ奉行 第16話「隼人よ静かに死ね」（1977年、ANB / 中村プロ） - お夏
- 明日の刑事（TBS / 大映テレビ）
  - 第22話「受験砂漠にくちづけを!」（1978年）
  - 第24話「別れてもまた不滅の刑事魂」（1978年）
- 吉宗評判記 暴れん坊将軍 （ANB / 東映)
  - 第15話「春を呼ぶ藪医者」(1978年) - おみつ
  - 第165話「誰がための親不孝」(1981年) - 君香
- 横溝正史シリーズ 『仮面舞踏会』（1978年、MBS / 東宝） - 笛小路美沙
- 桃太郎侍 （NTV / 東映）
  - 第87話「鶴が啼く岸辺」（1978年） - おつる
  - 第194話「大江戸娘番長」（1980年） - おきょう
  - 第246話「親子喧嘩を食った鬼」（1981年） - おすみ
- オレの愛妻物語（1978年、NTV） - みち
- あなたの光でいたい（1978年、12ch）
- ゆうひが丘の総理大臣 第11話「少女よ、死ぬにはまだはやい!」（1978年、NTV / ユニオン映画） - 増田由美子
- 七人の刑事 第3シーズン第32話「殺人容疑者 久米宏」（1978年、TBS）
- 七瀬ふたたび（1979年、NHK） - 漁藤子
- からっ風と涙（1979年、TBS） - 間庭久美
- 大空港 第55話「永遠の青春 西條刑事の最期!」（1979年、CX / 松竹） - 杉谷ゆき
- 体験時代（1979年、12ch）
- そば屋梅吉捕物帳 第22話「冥土へ走る黄金船」（1980年、12ch / 国際放映） - おいね
- 服部半蔵 影の軍団 第16話「ヤバイ女に手を出すな」（1980年、KTV / 東映） - 奈津
- 特捜最前線　第150話「拳銃泥棒・雪国から来た二人!」（1980年、ANB / 東映）
- 爆走!ドーベルマン刑事（1980年、ANB / 東映）
- 江差の女（1980年、THK）
- 旅がらす事件帖 第9話「浮世がるたの裏表」（1980年、KTV / 国際放映） - おさと
- ザ・商社（1980年、NHK） - 木村朋子
- 花王名人劇場「結婚師ジゴロ」（1980年12月、CX） - 由紀
- 柳生あばれ旅 第19話「恐怖の花かんざし -桑名-」（1981年、ANB / 東映） - 鯉千代
- ザ・ハングマン 燃える事件簿 第9話「奈落ゆき汚職航海」（1981年、ABC） - 上原美雪
- 生きる（1981年、ANB）
- プロハンター 第7話「悪魔のソナタ」（1981年、NTV / セントラル・アーツ） - まゆみ
- 遠山の金さん 第1シリーズ 第10話「高砂や! 泣いて笑った花嫁御寮」（1982年、ANB / 東映）

### その他の番組
- テレビアンナイト（1980年、フジテレビ深夜）
- それは秘密です!!

### 映画
- わが青春のとき（1975年、大映）
- 瀬戸はよいとこ　花嫁観光船（1976年、松竹）

### CM
- 龍角散 トローチ[1]
- ライオン油脂「エメロンシャンプー」[1]
- 森永製菓「ハイソフト」
- 石原薬品工業「ビスラットゴールド」（1978年頃）
- 大塚家具工業（1979年）
- 国債イメージキャラクター